# 沙午铁路
褡午铁路，始于京广铁路的褡裢站（现称沙河市站），经沙河市、武安市，到午汲站与邯磁铁路接轨。由于褡裢站改名为沙河市站，褡午铁路现已改名为沙午铁路。建于1958年。
该铁路沿线矿产丰富，有大量的煤矿与铁矿，因此引出的专用线众多，是繁忙的工矿业铁路。现在由北京铁路局邯郸工务段负责线路维护。上泉站到西石门站由于没有货源，已经停用。

## 客运
沙河市站至西石门站的57119/57120次通勤列车，由三节客车车厢组成，是为了武安市境内的邯邢矿务局西石门铁矿、冀中能源的郭二庄煤矿职工出行通勤而开设。这趟客车最少时只有五六个人，铁路通勤职工仅30多人。由邯郸车务段沙河市站两名客运职工值乘。